# Torvenjärvi
Torvenjärvi eller Torvenlampi är en sjö i Finland. Den ligger i kommunen Utajärvi i landskapet Norra Österbotten, i den centrala delen av landet, 500 km norr om huvudstaden Helsingfors. Torvenlampi ligger 113,5 meter över havet. Arean är 46,1 hektar och strandlinjen är 4,8 kilometer lång. Sjön  ingår i Kiminge älvs huvudavrinningsområde.   I omgivningarna runt Torvenjärvi växer i huvudsak barrskog.